# Monomýtus
Monomýtus je označení pro základní dějové schéma většiny mytologických, respektive hrdinských příběhů (a velké části příběhů vůbec), jaké kdy byly vytvořeny. Monomýtus byl poprvé popsán americkým vědcem Josephem Campbellem v knize The Hero with a Thousand Faces (1949 – česky vydáno pod názvem Tisíc tváří hrdiny). Schéma monomýtu je užito v mnoha dílech moderních autorů, například filmová série Hvězdné války se tohoto schématu drží (její autor, George Lucas, byl Campbellův přítel).

## Základní schéma
1. Volání k dobrodružství (anglicky call to adventure), kdy je hrdina okolnostmi či pod nátlakem jiné osoby donucen vykonat hrdinský čin.
2. Cesta zkoušek (anglicky road of trials), kdy se hrdina snaží, dosáhnout cíle, stává se hrdinou a zažívá úspěchy i neúspěchy.
3. Dosažení cíle (anglicky achieving the goal), kterým dobrodružství zpravidla skončí.
4. Návrat do svého obvyklého prostředí.
5. Využití cíle dobrodružství.